# 希伊勒维尼奥布勒
希伊勒维尼奥布勒（法語：Chilly-le-Vignoble，法語發音：[ʃiji lə viɲɔbl]）是法国汝拉省的一个市镇，位于该省西部，省会隆斯勒索涅市区西南，属于隆斯勒索涅区。

## 地理
希伊勒维尼奥布勒（46°39'28"N, 5°30'0"E）面积3.07 平方千米，位于法国勃艮第-弗朗什-孔泰大區汝拉省，该省份为法国东部内陆省份，北起上索恩省，西北接科多尔省，西临索恩-卢瓦尔省，南至安省，东与杜省和瑞士接壤。
与希伊勒维尼奥布勒接壤的市镇（或旧市镇、城区）包括：库尔朗、库尔拉乌、弗雷比昂、热万热、索尔讷河畔梅西亚。

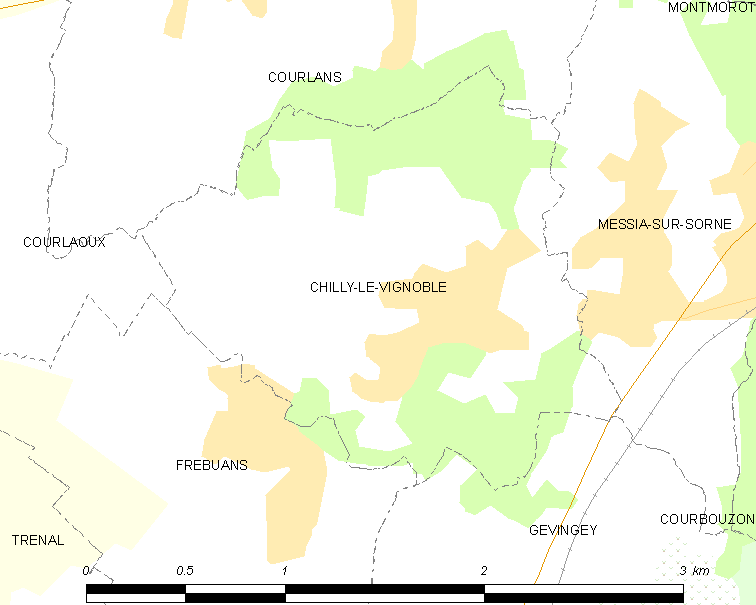
希伊勒维尼奥布勒的OSM定位图

希伊勒维尼奥布勒的时区为UTC+01:00、UTC+02:00（夏令时）。

## 行政
希伊勒维尼奥布勒的邮政编码为39570，INSEE市镇编码为39146。

## 政治
希伊勒维尼奥布勒所属的省级选区为隆斯勒索涅第二县。

## 人口

1962-2008年间希伊勒维尼奥布勒人口变化图示

希伊勒维尼奥布勒于2022年1月1日时的人口数量为598人。